# Jacques Engler
Jacques André Engler (Imgenbroich, 28 november 1769 - Brussel, 28 december 1846) was een Belgisch bankier, industrieel en senator.

## Biografie

### Familie
Jacques Engler was een zoon van de Duitse lakenfabrikant Christophe Engler en Marie-Agnès Offermans. Hij trouwde in 1792 in Brussel met Marie-Agnès Overman (†1812) en in 1813 in Brussel met Julie Stuttberg.
Hij emigreerde naar de Zuidelijke Nederlanden en werd lakenfabrikant in Verviers, in een vennootschap die hij in 1795 oprichtte samen met Frédéric Brugmann. Kort daarop, minstens vanaf 1804, was hij al in Brussel actief. Hij werd medeoprichter (1822) en directeur (1831-1839) van de Generale Maatschappij van België. Met Frédéric Brugmann en Louis Böhme stichtte hij in 1827 het groothandelshuis Engler, Brugmann & Böhme, dat evolueerde tot een bankinstelling.
Hij werd bestuurder of commissaris van vennootschappen zoals:
- Compagnie des propriétaires réunis pour l'assurance contre l'incendie (Van 1827 tot aan zijn dood was hij voorzitter van deze vennootschap),
- Société maritime belge,
- Linière de Saint-Gilles,
- Filature du lin et de l'étoupe à la mécanique,
- Moulins à Vapeur de Molenbeek-Saint-Jean,
- Société des machines à Vapeur
- Société belge de librairie, imprimerie et papéterie.

Hij speelde ook een publieke rol. In 1805 was hij lid geworden van de Brusselse Kamer van Koophandel. In 1812 werd hij handelsrechter. Reeds in 1807 en tot in 1840 was hij gemeenteraadslid van Brussel.
In 1831 kwam hij voor op de lijst van de verkiesbaren voor de Senaat en in december 1831 werd hij inderdaad tot liberaal senator voor Brussel aangesteld, in opvolging van Edmond de la Coste (1788-1870) die na amper een maand in de Senaat ontslag had genomen. Engler bleef het mandaat uitoefenen tot aan zijn dood.
Zoals de familie Brugmann was Engler protestant. Hij was stichtend lid van het Consistorie van de Frans-Duitse Kerk in Brussel. Deze kerk telde onder zijn leden koning Leopold I.
Zijn dochter uit zijn tweede huwelijk, Mathilde Engler (1814-1894), trouwde met luitenant-generaal Auguste Goethals (1812-1888), die van 1866 tot einde 1867 minister van Oorlog was.